# Stadtwirtschaft Halle
Die Stadtwirtschaft GmbH Halle (SGH) entstand nach der politischen Wende in der DDR 1990 durch Umwandlung und Spaltung aus dem ehemaligen volkseigenen Betrieb (VEB) Stadtwirtschaft Halle. Am 21. September 2009 wurden die Hallesche Wasser und Abwasser GmbH und die Stadtwirtschaft GmbH Halle zu einem neuen Unternehmen, der Halleschen Wasser und Stadtwirtschaft GmbH, verschmolzen.

## Allgemeines/Geschichte
Im Jahr 1991 erhielt sie als kommunaler Entsorgungsbetrieb der Stadt Halle (Saale) den Auftrag, sämtliche Entsorgungs- und Straßenreinigungsaufgaben für die Stadt wahrzunehmen. Seit 1993 ist die SGH eine 100-prozentige Tochter der Stadtwerke Halle. Das Unternehmen begann unter den Vorzeichen der Übernahme der bundesdeutschen Gesetze zur Abfallwirtschaft seine Geschäftstätigkeit in den Feldern Entsorgung von Abfälle aus Haushalten und Gewerben, Wert- und Schadstoffbehandlung, Straßenreinigung und Winterdienst. Ein Intermezzo bildete die Übernahme der städtischen Straßenbeleuchtungsanlagen zwischen 1994 und 1997.
Die Transformation von der bloßen Abfallbeseitigung in eine umfassende, auf dem Kreislaufwirtschafts- und Abfallgesetz basierende Abfallwirtschaft setzte ab 1995 ein. Sie war gekennzeichnet durch die Differenzierung im Behältersystem. So wurde die haushaltsnah ausgestellte Restmülltonne ergänzt um die sog. „Braune Tonne“ für Bioabfälle (ab 1995), die „Gelbe Tonne“ für Leichtverpackungen (ab 1996) sowie die „Blaue Tonne“ für Abfälle aus Pappe, Papier und Kartonagen. Hinzu kamen dezentrale Behälterstellplätze für Abfälle aus Leichtverpackungen, Altglas und Pappe/Papier sowie drei zentrale Annahmestellen für Abfälle aller Art. 1997 wurde die sogenannte Gebietsentsorgung, d. h. die Entleerung aller Wertstoff- bzw. Abfallbehälter eines Stadtteiles an einem Wochentag, eingeführt.
Als eines der ersten Unternehmen der Branche schuf und erprobte die SGH im Jahr 2000 einen Internetshop für Abfallentsorgungsleistungen.
2002 erschloss die SGH als weiteres Geschäftsfeld die Gebäudereinigung verschiedener Liegenschaften der Stadt Halle (Saale). Ein erneuter Transformationsprozess setzte ab dem Jahr 2005 ein. Ursache waren neben dem gesetzlichen Ablagerungsverbot für nicht vorbehandelte Abfälle insbesondere die weltweit ansteigenden Rohstoffpreise insbesondere für Metalle, Rohöl und Nahrungsmittel. Die Gewinnung und Nutzung von Sekundärrohstoffen aus Abfällen für die stoffliche und thermische Verwertung in den Segmenten Kunststoffe (PE, PET, PVC usw.), Papier/Pappe, Metalle und Brennstoffe trat damit in den Vordergrund.
Im Jahr 2007 führte die SGH als eines der ersten Unternehmen der Branche ein System zur leistungsorientierten Bezahlung nach dem Tarifvertrag für den öffentlichen Dienst (TVöD) ein. 2009 wurde die Stadtwirtschaft GmbH Halle mit der ebenfalls städtischen Halleschen Wasser- und Abwasser GmbH zur Hallesche Wasser und Stadtwirtschaft GmbH verschmolzen. Das so entstandene neue Unternehmen erbringt neben den Leistungen der vorherigen SGH auch die Wasserversorgung und Abwasserentsorgung vornehmlich in Halle und der Umgebung.

## Unternehmensdaten
Im letzten vollen Geschäftsjahr 2008 erwirtschaftete die Stadtwirtschaft ca. 27 Mio. € Umsatz. In der SGH waren ca. 380 Mitarbeiter beschäftigt. Die SGH war im Wesentlichen durch Abfallentsorgungsleistungen geprägt und verfügt über ca. 90 Fahrzeuge und mobile Geräte.
Die neue Hallesche Wasser und Stadtwirtschaft beschäftigt rund 750 Mitarbeiter und erwirtschaftet einen Umsatz von ca. 110 Mio. € (2009).
Zu Stadtwirtschaft als Unternehmensbezeichnung siehe Hauptartikel: → Stadtwirtschaft